# Ị
Cette page contient des caractères spéciaux ou non latins. S’ils s’affichent mal (▯, ?, etc.), consultez la page d’aide Unicode.
Ị (minuscule : ị), appelé I point souscrit, est un graphème utilisé dans l’alphabet pan-nigérian, et est utilisé en abua, avokaya, efik, ebira, ekpeye, ibibio, en igbo, en nyakyusa, en thompson, ou en vietnamien Il s'agit de la lettre I diacritée d'un point souscrit.

## Utilisation

### Igbo
En igbo le Ị est utilisé pour transcrire le son /ɪ/.

### Vietnamien
En vietnamien le Ị représente le son /i/ avec le ton descendant glottalisé /i˧˨ˀ/.

## Représentations informatiques
Le I point souscrit peut être représenté avec les caractères Unicode suivants :
- précomposé (latin étendu additionnel) :

| formes    | représentations | chaînes de caractères | points de code | descriptions                             |
| --------- | --------------- | --------------------- | -------------- | ---------------------------------------- |
| capitale  | Ị               | Ị                     | U+1ECA         | lettre majuscule latine i point souscrit |
| minuscule | ị               | ị                     | U+1ECB         | lettre minuscule latine i point souscrit |

- décomposé (latin de base, diacritiques) :

| formes    | représentations | chaînes de caractères | points de code | descriptions                                         |
| --------- | --------------- | --------------------- | -------------- | ---------------------------------------------------- |
| capitale  | Ị               | I◌̣                    | U+0049 U+0323  | lettre majuscule latine i diacritique point souscrit |
| minuscule | ị               | i◌̣                    | U+0069 U+0323  | lettre minuscule latine i diacritique point souscrit |